# Vincent Kipruto
Vincent Limo Kipruto (ur. 13 września 1987) – kenijski lekkoatleta specjalizujący się w biegach długich.
W 2011 zdobył w Daegu wicemistrzostwo świata w biegu maratońskim.
Rekord życiowy w maratonie: 2:05:13 (11 kwietnia 2010, Rotterdam). 